# Níkea (Attika)
Níkea (görögül: Νίκαια) elővárosa Pireusz településnek, Görögországban.

## Földrajz
Níkea Athén központjától 8 kilométerre található. A főutcák a Gregori Lambraki utca és a Petrou Ralli utca. Farmokból áll Níkea területe. A városi életmód felváltotta a farmgazdálkodást az 1930-as évektől az 1950-es évekig. A területen, mint sok más területen Görögországban, bevándorlók települtek le 1922-t követően. Níkea városiasodott.
Níkea város adott otthont a 8. Nemzetközi Sakkversenynek, amit 2000 augusztusában rendeztek meg. Görög súlyemelő versenyt 2003. december 9-én rendezett Níkea.

## Népesség évtizedenként
| Év   | Népesség |
| ---- | -------- |
| 1981 | 90.368   |
| 1991 | 87.597   |
| 2001 | 93.086   |

## Külső hivatkozások
- Hivatalos weboldala
- hellas2000/nikea2000/nikea2000.html 8. Nemzetközi Sakkverseny Archiválva 2012. július 16-i dátummal a Wayback Machine-ben